# Joel Spencer
Joel Spencer (Brooklyn, 20 aprile 1946) è un matematico statunitense, specializzato in matematica combinatoria, autore di lavori sui metodi probabilistici applicati a questa disciplina nonché sulla teoria di Ramsey.

## Biografia
Nel 1965 conseguì il Bachelor of Science al MIT, al quale seguì cinque anni più tardi il dottorato presso l'Università di Harvard sotto la supervisione di Andrew Gleason. 

Dopo aver ricevuto 1.000 dollari nel 1984 relativamente al premio Lester R. Ford Award della Mathematical Association of America., nel 2001 curò ciclo di letture all'Università ebraica di Gerusalemme nella cattedra intitolata in onore del matematico Paul Erdős nell'ambito della matematica del discreto e dell'informatica teorica.
Nel 2017 è stato eletto membro della Society for Industrial and Applied Mathematics, a motivo dei «contributi alla matematica discreta e alla teoria dell'informatica, in particolare grafici e reti casuali, teoria di Ramsey, logica e algoritmi randomizzati».
Dal 2018 è professore di matematica e scienze informatiche presso il Courant Institute of Mathematical Sciences della New York University.

## Opere selezionate
- The probabilistic method, con Noga Alon, Wiley, New York, 1992; 2ª ed., 2000; 3ª ed., 2008.
- Asymptopia, con Laura Florescu, American Mathematical Society, 2014.
- The strange logic of random graphs, Springer-Verlag, Berlino, 2001.

- Probabilistic methods in combinatorics, con Paul Erdős, Academic Press, New York, 1974.
- Ramsey theory, con Bruce L. Rothschild e Ronald Graham, Wiley, New York, 1980; 2ª ed., 1990.
- Ten lectures on the probabilistic method, Society for Industrial and Applied Mathematics, Filadelfia, 1987; 2ª ed., 1994.
- Deterministic random walks on regular trees, American Mathematical Society, New York, 2008.